# Kościół św. Wojciecha w Kaszczorze
Kościół świętego Wojciecha w Kaszczorze – rzymskokatolicki kościół parafialny należący do parafii pod tym samym wezwaniem (dekanat przemęcki archidiecezji poznańskiej).
Jest to świątynia wzniesiona w 1775 roku. Budowla jest murowana, reprezentuje styl późnobarokowy, składa się z jednej nawy, posiada wieżę zwieńczoną dachem hełmowym i sygnaturką. Ołtarz reprezentują styl późnobarokowy. W ołtarzu głównym znajduje się krzyż w stylu ludowym z XVII wieku. W ołtarzach bocznych znajdują się obrazy Niepokalanej i św. Józefa z XVIII wieku. Ambona reprezentuje styl późnobarokowy. Chrzcielnica została wykonana z drewna i powstała w pierwszej połowie XIX wieku. We wnętrzu świątyni znajdują się również: figura św. Wojciecha, która znajduje się nad ołtarzem głównym i ludowe rzeźby św. Jana Chrzciciela i św. Józefa, umieszczone po bokach między kolumnami. W 1959 roku wnętrze kościoła zostało ozdobione nową polichromią. Została ona wykonana przez Teodora Szukałę z Poznania. Przedstawia między innymi chrzest Polski, męczeńską śmierć św. Wojciecha i hołd Królowej świata.